# Millesimo
Millesimo (ligur nyelven Merexo, Merézo vagy Milêximo) település Olaszországban, Liguria régióban, Savona megyében. Lakosainak száma 3185 fő (2023. január 1.). Millesimo Cosseria, Osiglia, Pallare, Roccavignale, Cengio, Murialdo és Plodio községekkel határos.

## Népesség
A település lakossága az elmúlt években az alábbi módon változott:
| Lakosok száma | 3374 | 3326 | 3185 |
|               | 2017 | 2018 | 2023 |